# Retour à Babylone (nouvelle)
Retour à Babylone (Babylon Revisited) est une nouvelle de Francis Scott Fitzgerald publiée dans The Saturday Evening Post en 1931, avant de figurer dans le recueil de nouvelles Taps at Reveille (1935), puis dans l'anthologie Babylon Revisited and Other Stories (1960).
Le récit de cette nouvelle trouve sa source dans une série d'événements réels de la vie de l'auteur et des membres de sa famille.

## Résumé
Un peu plus d'un an après avoir quitté Paris, Charles Wales y revient en 1930.
Il se souvient être arrivé dans la capitale française dans les années 1920. Il avait fait fortune grâce à de fructueuses spéculations boursières. Abandonnant son épouse Helen, il avait traversé l'Atlantique pour se livrer tout entier à sa quête d'une vie insouciante, toute consacrée à une suite de plaisirs dissolus et de beuveries. Mais en 1929, au moment du krach boursier, il perd sa fortune et doit rentrer en Amérique. Il mène alors la vie dure à sa femme qui décède subitement. Peu après, il est admis dans une clinique pour tenter de mettre fin à son alcoolisme.
Bien que sa belle sœur le tienne toujours responsable de la mort d'Helen, Charles Wales semble devenu une nouvelle personne et être guéri de son alcoolisme. À contrecœur, elle accepte, par conséquent, de lui rendre Honoria, sa fille. Au moment même où il vient chercher l'enfant, il est replongé dans son passé par la rencontre avec deux vieux amis ivres. La réunion tant espérée entre le père et sa fille est réduite à néant. 
De retour à Paris, et caressant toujours le vague espoir de revoir un jour sa fille, Charles Wales entend maintenant rester sobre. Il veut être fidèle à sa nouvelle vie, sans pour autant être en mesure de se défaire de remords et de regrets.

## Adaptation cinématographique
- 1954 : La Dernière Fois que j'ai vu Paris (The Last Time I Saw Paris) est un film américain réalisé par Richard Brooks, adaptation de la nouvelle Retour à Babylone, avec Elizabeth Taylor, Van Johnson et Walter Pidgeon